# Thorsten Knorr
Thorsten Knorr (* 11. Juni 1995 in Bietigheim-Bissingen) ist ein ehemaliger deutscher Eishockeytorwart.

## Karriere
Thorsten Knorr spielte in seiner Jugend beim Iserlohner EC, ehe er zu den Eisbären Juniors Berlin wechselte und erste Erfahrungen in der DNL sammelte. Von 2012 bis 2015 spielte Knorr beim ESV Kaufbeuren. Ab September 2014 stand er zusätzlich im Rahmen einer Förderlizenz als dritter Torwart der Straubing Tigers auf dem Feld.